# František Ladislav Čelakovský

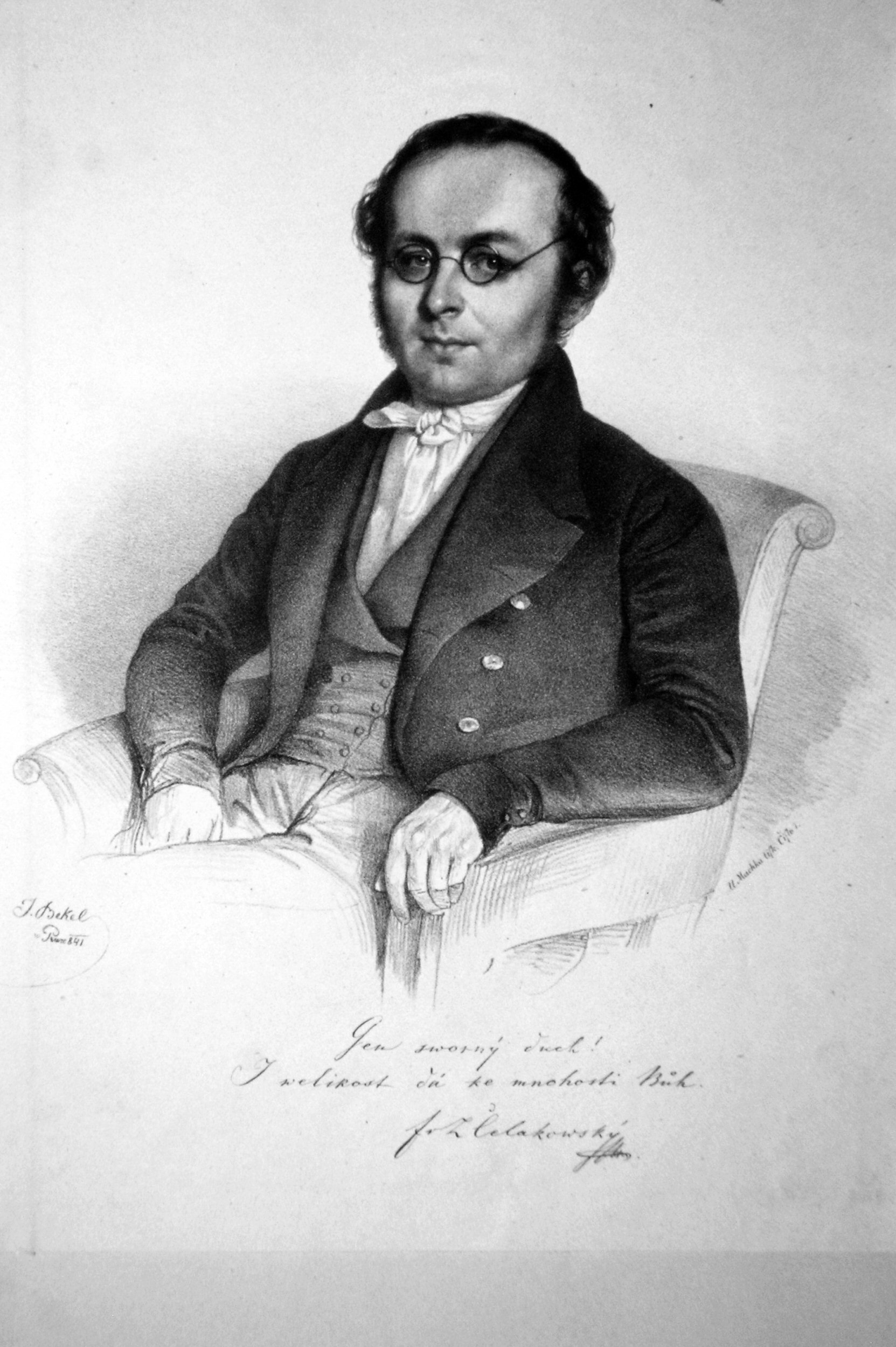
František Ladislav Čelakovský, Lithographie von Josef Bekel, 1841

František Ladislav Čelakovský (Pseudonym Marcian Hromotluk) (* 7. März 1799 in Strakonice; † 5. August 1852 in Prag) war Slawist, tschechischer Dichter und Übersetzer.

## Leben
Seit 1812 besuchte er das Gymnasium in České Budějovice, danach in Linz an der Donau, anschließend studierte er Philologie an der Universität Prag und in Linz. Wegen finanzieller Schwierigkeiten ging er zurück nach České Budějovice / Budweis in Südböhmen. Dort bekam er Probleme, da er Werke des tschechischen Reformators Jan Hus vorlas. Er lebte 1821 bis 1829 als Übersetzer und Hauslehrer.  1830 erhielt er ein Angebot aus Russland, zusammen mit Pavel Josef Šafařík und Václav Hanka in Sankt Petersburg eine slawische Bibliothek einzurichten, die sie dann auch leiten sollten. Čelakovský wurde aber kurze Zeit darauf mit festen Salär bis 1842 Bibliothekar bei Rudolf Fürst Kinsky im Palais Goltz-Kinsky in Prag.
Seit 1828 war er in der Redaktion des Prager Konsortiums tätig, 1833 in der Redaktion der Prager Zeitung, deren Beilage Panoptikum (Rozmanitosti) er 1834 in die Wochenzeitung Česká Wčela umgestaltete, die danach als selbständige Zeitschrift erschien. Diese Redaktion musste er nach einer Denunziation in Wien verlassen, als ein kritischer Artikel über den russischen Zaren bekannt wurde.
Im Anschluss an seine Tätigkeit als Bibliothekar der Adelsfamilie der Kinsky wurde er 1843 an der Universität Breslau a.o. Professor der slawischen Sprachen und Literatur und anschließend im Jahr 1849, an der Karls-Universität Prag o. Professor der tschechischen Sprache und Literatur. 
Čelakovský war der Vater des Botanikers Ladislav Josef Čelakovský und des Rechtshistorikers Jaromír Čelakovský. Sein Enkel war der Botaniker Ladislav František Čelakovský, seine Enkelin Marie Tůmová, tschechische, später auch tschechoslowakische Lehrerin und Frauenrechtlerin.

## Werke
Er schrieb mehrere Gedichtbände, von denen Die hundertblättrige Rose (Růže stolistá) zu den bekannteren gehört. Widerhall russischer Lieder (Ohlasy písní ruských) war inspiriert von russischen Bylina (russische Eposgeschichten). Held ist ein reicher, junger, schöner Mann, der sich durch seine Tapferkeit von der Menge abhebt und an der Seite der einfachen Leute gegen das Böse kämpft. Die Geschichte spielt in der Zeit als die Türken und Tataren um 1400 Russland angriffen. Beim Widerhall der böhmischen Lieder (Ohlasy písní českých) handelt es sich dagegen nicht um ein Heldenepos, sondern vielmehr um eine humoristisch-lyrische Liebespoesie. Viele seiner Bücher enthalten Illustrationen von Adolf Kašpar.
Er verlegte slawische Lieder aus Böhmen, Mähren und der Slowakei, die er Václav Hanka widmete. Daneben übersetzte er Volkslieder aus dem Russischen, Serbischen und Litauischen. Zu seinen bekanntesten Übersetzungen gehören Werke von Johann Wolfgang von Goethe, Walter Scott und Johann Gottfried Herder.